# Crypturellus erythropus
La perdiz de patas rojas, macagua, soisola, tinamú del Magdalena o tinamú patirrojo (Crypturellus erythropus), es una especie de ave terrestre que se encuentra  en las zonas tropical y subtropical del norte de Sudamérica.

## Descripción
Su longitud total alcanza entre 27 y 32 cm. Su plumaje es de color castaño con listas en la espalda y las alas, gris en el pecho y amarillento en el vientre. Las listas son menos notorias en los machos y además, la cantidad de listas varía entre las diferentes subespecies. Es la única perdiz de patas rojas o rosadas.

## Hábitat
Su hábitat preferencial es el bosque seco, aunque se pueden encontrar en los bosques húmedos, en matorrales de baja elevación y en pastizales. Prefiere altitudes inferiores a 1.300 m. Vive en  Guyana, Surinam, Colombia, Venezuela y nordeste de Brasil y en la Isla Margarita.

## Comportamiento
Se le ha observado alimentándose de semillas, bayas, caracoles e insectos. Poco se sabe acerca de su comportamiento de reproducción, pero sus huevos son de color lavanda grisáceo bañado de rosado.

## Taxonomía
Se consideran como subespecies de perdiz de patas rojas, las siguientes:
- Crypturellus erythropus erythropus de Venezuela, Guyana, Surinam y el nordeste de Brasil.[5]
- Crypturellus erythropus cursitans de los Andes del nororiente de Colombia y noroccidente de Venezuela.[5]
- Crypturellus erythropus spencei de Venezuela.[5]
- Crypturellus erythropus margaritae de la Isla Margarita.[5]
- Crypturellus erythropus saltuarius del valle del Magdalena, Colombia y la Sierra de Ocaña.[5]
- Crypturellus erythropus columbianus el tinamú colombiano, del bajo Cauca y alto Sinú, en Colombia.[5]
- Crypturellus erythropus idoneus del norte de Colombia y noroccidente de Venezuela.[5]

## Etimología
La palabra Crypturellus está formada por tres palabras latinas o griegas: kryptos significa "cubierta" u "oculta"; oura significa "cola", y ellus indica diminutivo. Es decir, significa "colita oculta".
Esta taxonomía aún no es definitiva y algunas autoridades consideran los taxones saltuarius, idoneus y columbianus como especies diferentes y no como subespecies de la perdiz de patas rojas, aunque la Unión Estadounidense de Ornitólogos rechazó la solicitud de elevarlas a especies, argumentando que los datos actualmente disponibles no apoyan la división.

## Conservación
Aunque es frecuentemente común en su área de distribución, la subespecie del Magdalena es muy rara y está a punto de extinguirse, en tanto el "tinamú colombiano" se considera en peligro. En ambos casos el problema principal es la destrucción del hábitat, aunque también la caza excesiva es un problema. La IUCN considera al conjunto de la especie como de preocupación menor